# Enuma Eliš
Enûma Eliš  (slovensko Ko je zgoraj) je babilonski mit o ustvarjenju sveta. Naslov je dobil po besedah, s katerima se začne.
Fragmente besedila je leta 1849 odkril angleški arheolog Austen Henry Layard v porušeni Asurbanipalovi knjižnici v Ninivah, sedanjem Mosulu, Irak. Besedilo je prvi objavil asirolog George Smith leta 1876. Kasneje so v obširnih raziskavah in izkopavanjih odkrili tudi skoraj vse manjkajoče dele besedila, kar je omogočilo boljši prevod.
Enuma Eliš vsebuje približno tisoč vrstic besedila v stari babilonščini, napisanega v sumersko-akadskem klinopisu na sedmih glinastih tablicah. Na vsaki tablici je 115 do 170 vrstic. Večine tablice V. se ni dalo rekonstruirati, to pa je tudi edina praznina v skoraj popolnem besedilu. 
V Sultantepeju, starodavni Huzirini v vzhodni Turčiji, so odkrili tablico, ki je enaka tablici V. iz Asurbanipalove knjižnice.
Ep Enuma Eliš je eden od najpomembnejših virov za razumevanje babilonskega pogleda na svet in bitko med bogovi, ki se je končala z Mardukovo vrhovno oblastjo in stvaritvijo človeka, da bi služil mezopotamskim bogovom. Ep se konča z dolgim odlomkom poveličevanja boga Marduka. Prvotni namen epa ni znan, čeprav je za nekatere različice znano, da so se uporabljale na nekaterih praznovanjih. V besedilu so tudi politični elementi, osredotočeni predvsem na uzakonitev ali primat Mezopotamije nad Asirijo. V nekaterih kasnejših različicah je Marduk zamenjan z glavnim asirskim bogom Ašurjem.
V Babiloniji in Asiriji je bilo več različnih kopij Enuma Eliš. Kopija iz Asurbanipalove knjižnice je iz 7. stoletja pr. n. št., ep sam pa je nastal verjetno v bronasti dobi, morda že pred Hamurabijem. Nekateri deli so zagotovo nastali že pred kasitskim obdobjem (18. do 16. stoletje pr. n. št.).

## Besedilo
Ep je pisan brez rime in metrike. Sestavljen je iz  kupletov, običajno pisanih v isti vrsti, ki občasno tvorijo štirivrstične kitice.  Naslov Enuma Eliš, v prevodu "Ko je zgoraj", je incipit.

## Vsebina
Vsebina tablic 1 do 7 je povzeta po prevodu Akkadian Myths and Epics (Akadski miti in epi) E.A. Spicerja  v knjigi Ancient Near Eastern Texts Relating to the Old Testament (Starodavni bližnjevzhodni spisi, povezani s Staro zavezo, Pritchard 1969).

### Tablica 1
Pripoved se začne pred nastankom česar koli, ko sta obstajala samo Apsu in Tiamat, ki sta se spojila. Razen njiju ni bilo ničesar, niti bogov niti česa drugega, kar bi se dalo napovedati. Iz mešanice Apsuja in Tiamat sta nastala bogova Lahmu in Lahamu, za njima pa sta bila ustvarjena Anšar in Kišar. Iz Anšarja je prišel bog Anu, iz njega pa Nudimud, znan tudi kot Ea.
Novi bogovi so začeli Apsuja in Tiamat motiti, zato jih je Apsu po nasvetu svojega vezirja Mummuja  sklenil uničiti, Tiamat pa je temu nasprotovala. Bogovi so izvedeli za njegovo namero in se zbali za svojo usodo, zato je Ea ustvaril urok proti Apsujevemu načrtu in ga podtaknil Apsuju, da je zaspal z  njim.
Mummu ga je poskušal prebuditi, vendar mu to ni uspelo. Enki je vzel in si nadel Apsujev sij, Apsuja ubil, Mummuja pa vklenil v verige. Apsu je postal prebivališče Enkija in njegove žene Damkine. V Apsujevem srcu sta Enki in Damkina ustvarila Marduka, ki je v pobožnosti presegel Enkija in druge bogove. Enki ga je imenoval  "Moj sin, sonce!". Bog Anu je ustvaril štiri vetrove.  
Drugi bogovi so zatem očitali Tiamat: "Ko je bil ubit tvoj mož Apsu, nisi storila ničesar". Pritožili so se ji tudi zaradi vetrov, ki so jih motili. Tiamat je sklenila bojevati se z drugimi bogovi. Ustvarila je enajst pošastnih bitij in jih oborožila in za njihovega poveljnika in svojega novega moža izbrala boga Kinguja. Kingu je dala "Tablico usod", s čimer je njegovo poveljstvo postalo neizpodbitno.

### Tablica 2
Ea je izvedel, da namerava Tiamat maščevati Apsujevo smrt. Svojemu staremu očetu Anšarju je povedal, da se je ji je mnogo bogov pritožilo in da je ustvarila enajst pošasti, pripravljenih na vojno. Bogu Kinguju je dala "Tablico usod", s čimer ga je imenovala za njihovega poveljnika. Anšar je bil v skrbeh in naročil Anuju, naj se pogovori s Tiamat in jo poskuša pomiriti. Anu je bil prešibak, da bi šel prednjo, in se je vrnil. Anšar je postal še bolj zaskrbljen, ker se je bal, da se noben bog ne bo niti hotel niti mogel bojevati s Tiamat.
Anšar je po dolgem razmišljanju za svojega borca izbral Marduka.  Ko so Marduka pripeljali predenj, ga ja Marduk vprašal, proti kateremu bogu se mora bojevati, in dobil odgovor, da na gre za boga ampak za boginjo Tiamat. Marduk je bogovom zagotovil, da se bo bojeval z njo in zahteval, da ga morajo po zmagi razglasiti za vladarja vseh bogov, vključno z Anšarjem.

### Tablica 3
Anšar se je posvetoval s svojim svetovalcem Gago, ki mu je rekel, naj pošlje po Lahmuja in Lahamu in jima pove o Tiamatinih načrtih, enajstih pošastih, ki jih je ustvarila, in Marduku, ki je pripravljen iti v boj z njo, vendar zato zahteva prevlado nad vsemi bogovi, če zmaga. Lahmuja in lahamu in druge Igige (nebeški bogovi) je novica zaskrbela. Bogovi so nato začeli popivati, postali omotični in se nazadnje strinjali s pogodbo z Mardukom.

### Tablica 4
Marduku so prepustili prestol in predsedovanje nad drugimi bogovi. Bogovi so mu izkazali spoštovanje in se strinjali z njegovo nadoblastjo.
Marduku so predali prestol, žezlo in bojno opravo. Dali so mu tudi orožje – lok in tul s puščicami, kij, strele in štiri vetrove in ga poslali v boj s Tiamat. Njegovo telo je bilo bleščeče.
Marduk je iz štirih vetrov naredil past, da Tiamat ni mogla pobegniti.  Vetrovom je dodal zračni vrtinec – vražji veter Imhuku - in sedem vetrov, ki jih je razpihala Tiamat. Na bojnem vozu, ki so ga vlekla štiri bitja, je začel izzivati Tiamat s trditvijo, da je na nezakonit način izbrala Kinguja za svojega moža in jo obtožili, da je vir težav. Spopad samo med njima se je začel.
Marduk je uporabil mrežo, ki mu jo je podaril Anu, in poskušal vanjo ujeti Tiamat.  Tiamat je poskušala požreti Marduka, vendar je v njena usta vstopi vražji veter in ji to preprečil. Veter je Tiamat napihnil, Marduk pa je vanju izstrelil puščico, jo zadel v srce in jo ubil. Drugi bogovi so poskušali pobegniti, vendar jih je Marduk ujel, polomil njihovo orožje in ujel v mrežo. Ujel je tudi Tiamatinih enajst pošasti in jih vklenil. Kinguja so odpeljali k Ugeju – angelu smrti, ki mu je vzel Tablice usode. Marduk je nato s kijem zdrobil Tiamatino glavo, njeno kri pa je odpihnil severni veter. 
Marduk je nato razpolovil Tiamatine ostanke in iz ene polovice naredil nebo, kjer so dobili prostor Anu, Enlil in Ea.

### Tablica 5
Marduk je na nebu ustvaril podobe bogov, ozvezdja in od takrat začel šteti dneve in leta. Zatem je ustvaril noč in dan in luno, oblake, ki so prinašali dež in vodo, iz katere  sta nastala reki Evfrat in Tigris. Tablico usod je dal Anuju.
Enajst Tiamatinih pošasti je spremenil v kipe in jih postavil pred Apsujeva vrata.

### Tablica 6
Marduk je nato govoril z Eo in mu povedal, da bo iz njegove krvi ustvaril človeka, ki bo služil bogovom. Ea je predlagal  bogovom, naj  za žrtev izberejo nekega drugega boga. Igigi so predlagali Kinguja in iz njegove krvi so ustvarili človeka. 
Marduk je nato razdelil bogove na gornje in spodnje – tristo bogov je namestil v nebesih in tristo na zemlji. Bogovi so Marduku predlagali, da mu zgradijo prestol ali svetišče, in Marduk jim je ukazal, naj zgradijo Babilon. Bogovi so celo leto izdelovali zidake iz blata in nato zgradili Esagilo, visok tempelj, v katerem so dobili bivališče Marduk, Ea in Enlil.
Potem so priredili banket, na katerega je bilo povabljenih petdeset bogov. Anu je nato poveličeval Enlilov lok in nato še Marduka.
Marduk je dobil prvih devet imen oziroma naslovov.

### Tablica 7
Na Tablici 7 je naštetih preostalih petdeset Mardukovih imen oziroma naslovov.

### Kolofon
Smithove tablice so popisane tudi na hrbtni strani. Na prvi tablici je osem vrstic kolofona, ki ga je Smith rekonstruiral in prevedel v naslednjo obliko:
"Ko je zgoraj"

Palača Asurbanipala, kralja narodov, kralja Asirije,
kateremu sta Nebo in Tasmit dala pozorna ušesa;
s skrbnimi očmi sem poiskal modrost popisanih tablic,
ki je noben od kraljev, ki so vladali pred menoj,
v teh pisanjih ni našel.
Nebova† modrost, vtisi? božja navodila? vse čudovito
sem napisal na tablice, jih preučeval, jih opazoval in
jih razstavil  v svoji palači, da jih je pregledalo moje ljudstvo.
† Nebo je bil bog pismenosti, pisarjev in modrosti; Tasmit ali Tašmetu  je bila njegova žena.

## Pomen, razlaga in obredna raba
Enuma Eliš je primarni vir za mezopotamsko kozmologijo. Po Heidelu je bil glavni namen pisanja poveličevanje boga Marduka. Pisanje je imelo razen političnega tudi versko sporočilo – promoviranje primata babilonskega boga Marduka zaradi upravičevanja babilonskega vpliva na celo mezopotamsko regijo.  Besedilo kot celota vsebuje veliko besed sumerskega izvora, vključno z imeni Tiamatinih pošasti, Mardukovega vetra in drugih imen, glavni bog je bil babilonski Marduk in ne morda sumerski Enlil.
Obredno besedilo iz selevkidskega obdobja (312–47 pr.n.š.) pravi, da se je Enuma Eliš recitiral med praznikom  Akitu (žetev ječmena). Namen branje, če se je res bralo, je za mnoge znanstvenike vprašljiv.  Večina analitikov méni,  da je bil praznik povezan in je vključeval nekaj elementov Tiamatinega poraza v spopadu z Mardukom, ki je simboliziral nov cikel in/ali  zmago nad kaosom.
Podrobna analiza Jonathana Z. Smitha ga je pripeljala do zaključka, da bi opisani obred lahko razumeli kot psihološko in politično predstavo, naslovljeno na selevkidske vladarje, ki niso bili mezopotamskega porekla. Ob tem se takoj porodi vprašanje, ali je bil Enuma Eliš v selevkidskem obdobju enak tistemu iz starega veka.
Domneva se tudi, da se je Enuma Eliš bral tudi v mesecu kislimu. Branje epa bi tem primeru sovpadalo s pomladanskimi poplavami Tigrisa in Evfrata zaradi taljenja snega v gorah nad njunima izviroma. Takšno razlago podpira poraz boginje Tiamat, ki je poosebljala (slano) vodo.

## Vpliv na biblične raziskave
Enuma Eliš vsebuje številne vzporednice  s Staro zavezo in je med nekaterimi raziskovalci privedel do splošnega zaključka,  da zgodbe iz Stare zaveze temeljijo na tem mezopotamskem delu. Med izrazite podobnosti spadajo: omemba vodnega kaosa pred stvaritvijo sveta, razdelitev kaosa na nebo in zemljo, različni vrsti voda in njuna razdelitev med ustvarjanjem in podobnost med številom tablic in številom dni ustvarjanja sveta – sedem. Heidel je v poglobljeni analizi opazil tudi veliko razlik, vključno z mnogoboštvom v primerjavi z enoboštvom, poosebljenjem sil ali lastnosti v babilonskem mitu v primerjavi z ustvarjenjem, ki ga je v staropisemskih zgodbah opravil en sam bog. Ustvaril ga je iz nič in brez bitk, opisanih v babilonskem mitu.  Opazil je nekaj grobih podobnosti z vodnim kaosom v egipčanskih, feničanskih in vedskih besedilih. Jezikovna analiza besedil obeh verskih sistemov je zapletena zaradi skupnih semitskih korenov obeh jezikov. V izrazih za ustvarjenje človeka so podobni izrazi za prah ali zemljo (glino), namen stvaritve človeka pa je v obeh delih različen: v Enuma Eliš je bil človek ustvarjen, da bi služil bogovom,  v Stari zavezi pa je bil ustvarjen po božji podobi. Človek je bil v obeh deli božja stvaritev. Primerjava števila tablic in sedmih dni v tednu nima neposredne povezave, je pa med njima nekaj podobnosti v vrstnem redu dogodkov: prvotna tema, ustvarjenje svetlobe, neba in kopnega in človeka, kateremu je sledil počitek  bogov/boga.
Podobnosti je poskušalo razložiti več teorij. Analiza osebnih imen je pokazala, da je bil Enuma Eliš kombinacija semitskega mita iz Amurruja in sumerskega mita iz Eriduja. Teorija velja za pomanjkljivo in brez kakršnih koli  zgodovinskih ali arheoloških dokazov. Alternativna teorija je migracija mezopotamskega mita proti zahodu, ker je bil znan tudi v drugih kulturah, na primer hebrejski, in njegov vpliv na lokalna verovanja. Na hebrejsko kulturo bi lahko imel velik vpliv zlasti med njihovim ujetništvom v Babiloniji. Tretje razlaga predpostavlja skupnega prednika vseh verovanj.
V rekonstruiranih tablicah Enuma Eliš so odkrili sicer redko najden izraz sapattum ali sabattum za polno luno. Izraz je soroden ali istoveten s hebrejskim šabat (Prva Mojzesova knjiga 2:2-3), čeprav se je uporabljal tedensko in ne mesečno. Na izraz se gleda kot na obliko sumerskega izraza sa-bat, ki pomeni med-počitkom, dokazanega v akadščini kot um nuh libbi (dan med počitkom). 